# Silvia Navarro (attrice)
Silvia Angélica Navarro Barva, nota solo come Silvia Navarro (Irapuato, 14 settembre 1978), è un'attrice messicana, nota soprattutto come attrice di telenovelas ma attiva, oltre che per la televisione, anche per il cinema e il teatro.

## Filmografia parziale

### Cinema
- Mujer alabastrina, regia di Rafael Gutiérrez e Elisa Salinas (2006)
- Amor letra por letra, regia di Luis Eduardo Reyes (2008)
- Cabeza de buda, regia di Salvador Garcini (2009)
- Te presento a Laura, regia di Fez Noriega (2010)
- Labios rojos, regia di Rafa Lara (2011)
- La dictadura perfecta, regia di Luis Estrada (2014)

### Telenovelas
- Catalina y Sebastián (1999)
- La calle de las novias (2000)
- Cuando seas mía (2001-2002)
- La duda (2002-2003)
- Montecristo (2006-2007)
- Mañana es para siempre (2008-2009)
- Cuando me enamoro (2010-2011)
- Amor bravío (2012)
- Mi corazón es tuyo (2014-2015)
- La candidata (2016-in corso)
- La suerte de Loli (2021)